# 短荚柠条
短荚柠条（学名：Caragana korshinskii f. brachypoda）为豆科锦鸡儿属柠条下的一个变型。

## 扩展阅读
- 維基物種上的相關：短荚柠条